# Anna Lindeman
Anna Lindeman (Trondheim, 29 oktober 1859 – Oslo, 24 juni 1938) was een Noors componiste en muziekpedagoge.

## Achtergrond
Anna Severine Lindeman werd als tweede kind van acht geboren binnen het gezin van arts en zangleraar Peter Tangen Lindeman (18 juni 1810 - 20 juni 1888) en Louise Augusta Bauck (10 mei 1826 - 7 april 1906). Ze werd vernoemd naar haar oma Anna Severine Hickmann, de vrouw van Ole Andreas Lindeman (organist). In 1884 huwde ze haar neef Peter Brynie Lindeman, ze zouden vijf kinderen krijgen. Hun zoon Trygve Lindeman werd cellist en rector aan het Conservatorium, dochter Signe Lindeman werd componist en organist. Ze was een nicht van Ludvig Mathias Lindeman, de verzamelaar van Noorse volksliederen. Voorts was Julia Krogness, een pianiste, haar tante.

## Biografie
Anna Lindeman de muziek met de paplepel ingegoten. Haar eerste lessen kreeg ze in de familie, van oom Just Lindeman kreeg ze harmonieleer. In die tijd zong ze ook nog vaak. Ze zong onder meer de sopraanpartij in Just Lindemans Påskekantate in de Nidaros-domkerk. Toen ze twintig was wijdde ze zich geheel aan de muziek en kwamen ook de eerste composities van haar hand. Ze ging in de leer bij haar nicht Astrid Lindeman Swensen. Na haar huwelijk vertrok het echtpaar om zich enige tijd te vestigen in Dresden, maar na zes maanden kwamen ze terug en vestigden zich in Oslo. Ze begonnen les te geven en bemoeiden zich met de oprichting van wat uiteindelijk het Conservatorium van Oslo zou worden. Peter Lindeman zou enige tijd directeur zijn. Anna Lindeman introduceerde een (aldaar) nieuwe manier van lesgeven. In plaats van zich te laten toeleggen op toonladders, liet ze de kinderen wijsjes van eigen hand spelen. Ze gaf die wijsjes ook uit, ze zou ongeveer veertig stukken muziek schrijven. Naast lesgeven was ze onderdeel van de juridische afdeling van het opleidingsinstituut. Vanuit haar eigen huis gaf ze ook les en gaf ze concerten, soms samen met haar man. Regelmatig stonden er werken voor piano en cello op het repertoire en een haar slaapliedje Sov min prinsesse (Slaap zacht mijn prinses) kende enige faam. Nadat ze in 1930 weduwe was geworden, verdween Anna Lindeman van het podium, schreef nog wel een strijkkwartet, maar raakte geheel in de vergetelheid. Dat strijkkwartet kwam pas boven water tijdens het honderdjarig jubileum van het conservatorium.

## Concerten
- juli 1917 in de domkerk van Trondheim bespeelde ze het orgel met onder meer een werk van Eyvind Alnæs
- april 1918: ze werkte mee aan een concert van Kristian Lindeman, samen met zoon Trygve Lindeman, ook in Trondheim

## Werken
- opus 1: Vårlengsel (1912, lied)
- opus 2: Vuggevise Sov min prinsesse  (1912, lied)
- opus 3: Zes karakterstukken (1914, voor piano)
- opus 4: Drie pianostukken  (1915, voor piano)
- opus 5: Vier pinaostukken (1916, piano)
- opus 6: Fjorden (1917, lied)
- opus 8: Drie pianostukken (1917, piano) waarin opgenomen Baekken[2]
- opus 9: Drie pianostukken (
- opus 12: Drie stukken voor viool (1928, of cello) en piano)
- Hil vort land! (1906)
- Hoit fra det himmelske hoie (voor mannenkoor)
- Dagen lang, acht korte pianowerkjes (1927)
- Strijkkwartet
- Erindringer (1937)
- Aftenstemning (lied)
- Efter regn (1883, lied)
- Ein Sangfugl (lied)
- Barcarole voor fluit en piano
- Scherzino voor fluit met piano (1931)
- Humoreske voor fluit en piano
- Sommeraften voor viool en piano
- I skogen (lied, 1883)
- Sommerliv (1933, vierhandig piano)
- Drie kleine educatieve werkjes van vierhandig piano
- Sonatine voor twee piano’s
- Bestemors sang voor piano
- Romance voor piano

Het merendeel behoort tot het vergeten repertoire, doch Eva Knardahl heeft in het verleden drie werkjes van haar op elpee gezet (Godt humør, Valmue en Bækken) in een verzameling werken uit de familie Lindeman. Ook haar (nooit uitgegeven) strijkkwartet werd opgenomen, dit maal voor Simax Classics
- Bibliothèque nationale de France: cb138966703 (data)
- Gemeinsame Normdatei: 139669108
- International Standard Name Identifier: 0000 0001 0428 5136
- Library of Congress Control Number: n88613308
- MusicBrainz: e24ef3ed-b181-48f3-860c-47fa4e5496e6
- Virtual International Authority File: 14958798
- WorldCat: E39PBJy4gVYG7yYY9MvrpCq84q